# Knud Gyldenstierne Sehested
Knud Gyldenstierne Sehested (født 1690 på Katholm, død 9. november 1758 i Torsnes, Borge, Østfold) var en dansk-norsk officer og godsejer, bror til Ove Ramel Sehested og far til Johan Frederik Sehested.

## Godsejer
Han var søn af generalløjtnant Jens Maltesen Sehested og dennes anden hustru Margrethe Sophie Ramel. 1725 arvede han Thorsø og Nes herregårde i Torsnes og 1731 Vestre Roppestad i Torsnes.(Fredrikstad kommune, Norge) 

## Militær karriere
Han blev vagtmester ved Rodsteens Dragoner, 1709 fændrik ved faderens dragonregiment og samme år premierløjtnant, 1711 karakteriseret kaptajn, 1713 virkelig kaptajn og kompagnichef ved Oetkens Dragoner og udmærkede sig 1716 (28.-29. marts) under overfaldet på Norderhov Præstegård. Han fik derfor 1717 tildelt guldmedalje for sit forhold under krigen. 
1719 blev Sehested forsat til Paulsens gevorbne Dragonregiment, blev 1720 sekondmajor, 1730 premiermajor og forsat til 1. smålenske nationale Infanteriregiment, 1731 karakteriseret oberstløjtnant og blev samme år forsat til 1. Akershusiske nationale Infanteriregiment, og samme år virkelig oberstløjtnant, 1735 karakteriseret oberst, 1740 virkelig oberst og chef for 2. Bergenhusiske nationale Infanteriregiment, 1742 forsat til 2. Oplandske nationale Infanteriregiment, 1751 generalmajor og chef for 1. smålenske nationale Infanteriregiment, og blev 1758 generalløjtnant. Han døde samme år.
Sehested købte sig 1713 fri for et ægteskabsløfte til Anna Margrethe Gram, med hvem han havde en datter. Ca. 1716 blev han i stedet gift med Frederikke Augusta Heusner (ca. 1695 - 11. oktober 1765 på Torsnes, Borge, Østfold).